# Slagaderlijke bloeding
Een slagaderlijke bloeding is een bloeding die ontstaat als gevolg van een trauma (discontinuïteit van weefsel) op of in een van de vele slagaders in het menselijk of dierlijk lichaam.
Meestal is een slagaderlijke bloeding veel ernstiger dan een gewone bloeding, door het grotere bloedverlies en het dientengevolge snel dalen van de bloeddruk.
Bloed dat door een slagaderlijke bloeding uit het lichaam vloeit, kan soms tot zes en een half meter ver van de wonde wegspuiten.
Afbinden en druk op de slagader uitoefenen om inwendige bloeding te beperken of doodbloeden te voorkomen is van levensbelang.